# Calatayud
Calatayud is een gemeente in de Spaanse provincie Zaragoza in de regio Aragón met een oppervlakte van 155 km². Calatayud telt 20.191 inwoners (1 januari 2016). Calatayud is de hoofdstad van de comarca Comunidad de Calatayud.

## Santa María la Mayor
De 15e-eeuwse toren van de Santa María la Mayor-kerk in Mudéjarstijl is een opvallende verschijning. Santa María la Mayor is onderdeel van de groepsinschrijving Mudéjararchitectuur van Aragón op de werelderfgoedlijst van UNESCO.

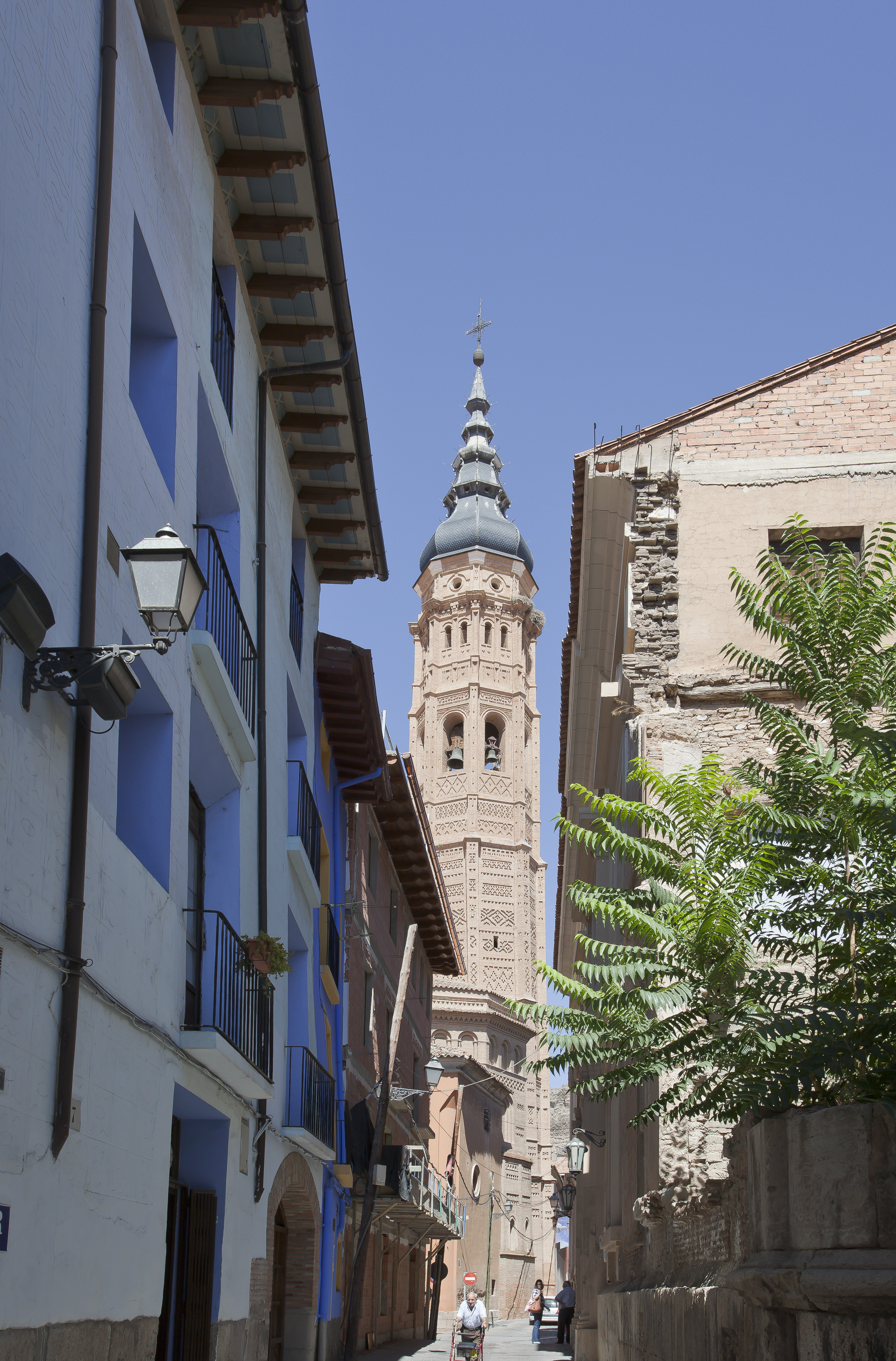
Santa María la Mayor

## Demografische ontwikkeling
Bron: INE; 1857-2011: volkstellingen
Opm.: In 1981 werd de gemeente Embid de la Ribera aangehecht

## Geboren in Calatayud
- Pascual Marquina Narro (16 mei 1873 – 13 juni 1948) Spaans componist en dirigent

## Trein
- Het station is gelegen aan de breedspoorlijn Madrid-Zaragoza. In hetzelfde station stoppen ook sommige treinen van de hogesnelheidslijn Madrid-Barcelona.